# Индрикотериевая фауна

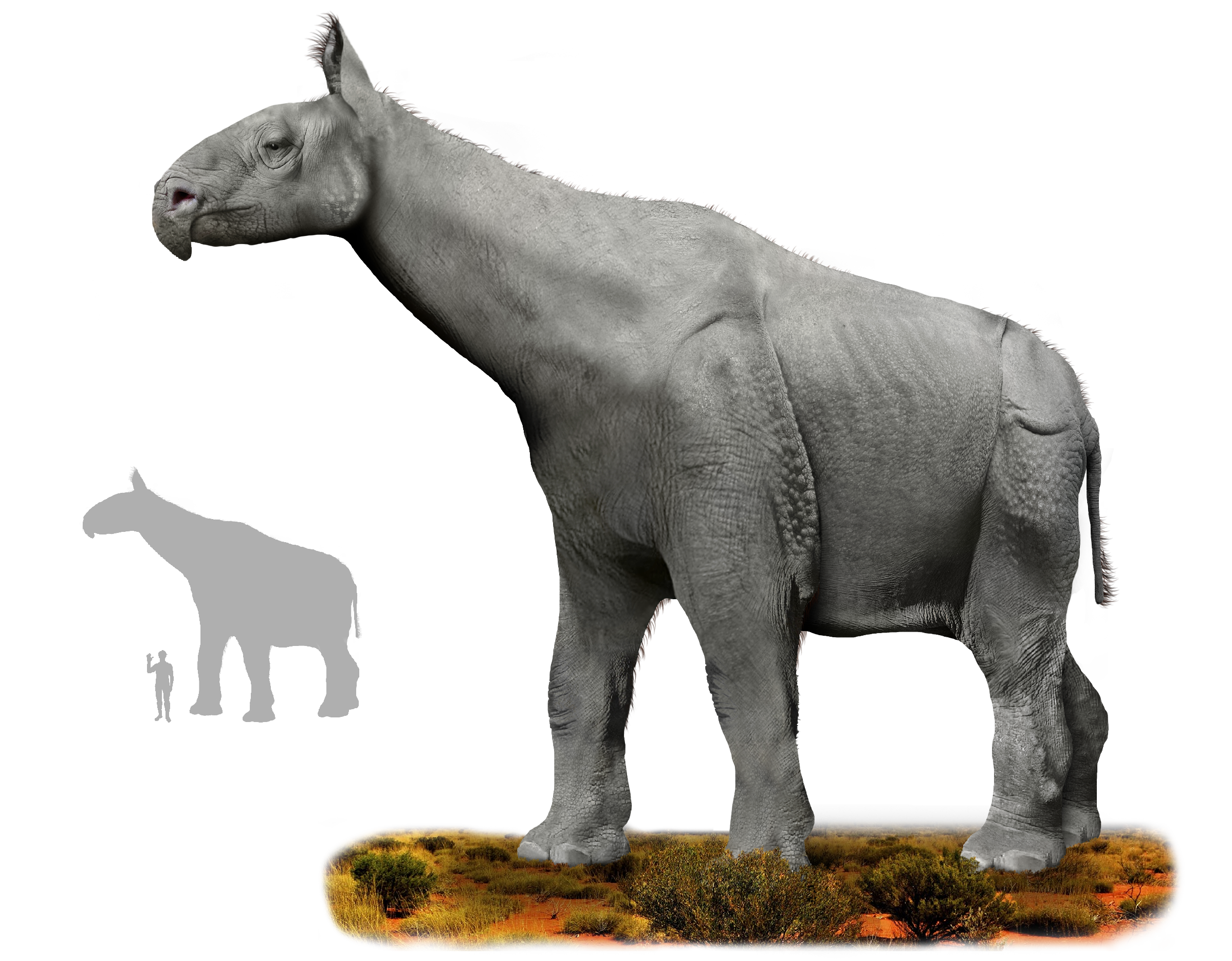
Индрикотерий (реконструкция)

Индрикотериевая фауна, или тургайская фауна — фаунистический комплекс вымерших млекопитающих и других животных, населявших в среднем олигоцене умеренную зону Евразии (от Балканского полуострова до Китая).

## История открытия
Открыта в 1915 году в Западном Казахстане палеонтологом Алексеем Алексеевичем Борисяком. Он обнаружил в Тургайской ложбине (отсюда второе название — тургайская фауна) окаменевшие кости типичного для индрикотериевой фауны гигантского представителя носорогообразных индрикотерия и ещё ряда теплолюбивых млекопитающих — обитателей лесов, лесостепей и болот.

## Состав тургайской фауны
Непарнокопытные были одними из основных представителей этой фауны: индрикотерии, бегающие (гиракодонты, такие как эггисодон тургайский) и болотные (аминодонты) носороги, а также тапироиды и халикотерии. Кроме того в составе индрикотериевой фауны присутствовали: из насекомоядных — примитивные ежи и землеройки, из хищников — креодонты и другие, древние зайцеобразные, из грызунов — белкообразные, хомяки, бобры рода Palaeocastor и другие, из парнокопытных — представители Cetancodontamorpha (антракотерии и энтелодоны), а также примитивные жвачные — коротконогие (Lophiomeryx) и длинноногие (Prodremotherium) оленьки. Кроме млекопитающих, в тургайскую фауну входили птицы, черепахи, рыбы, насекомые и моллюски. На огромном пространстве, населённом данной фауной, её состав был неоднородным.

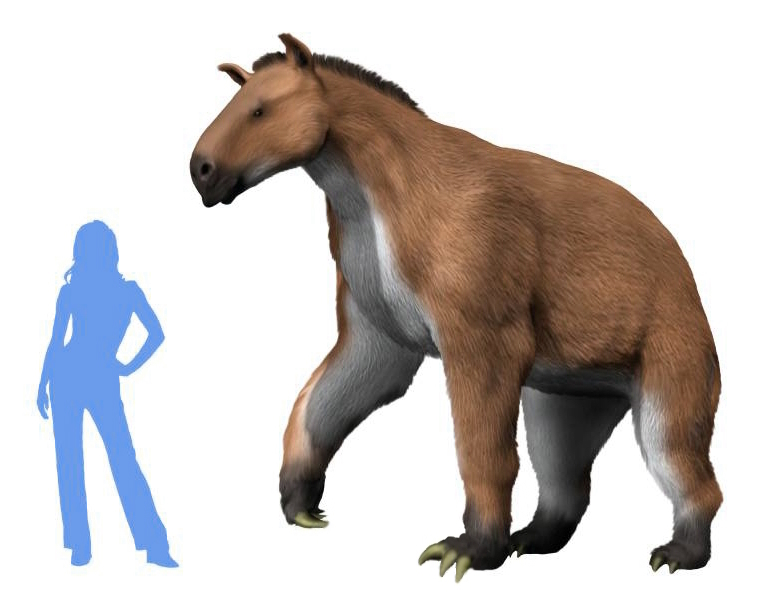
Moropus elatus, реконструкция
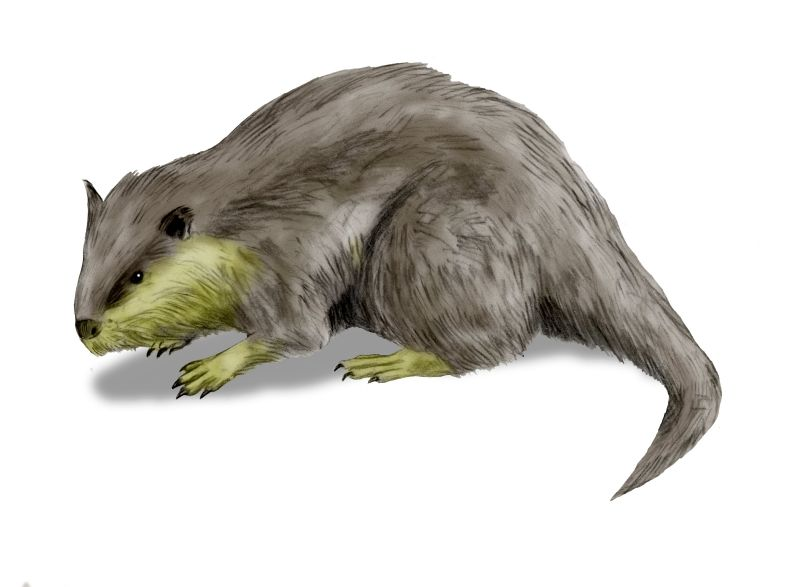
Palaeocastor, реконструкция
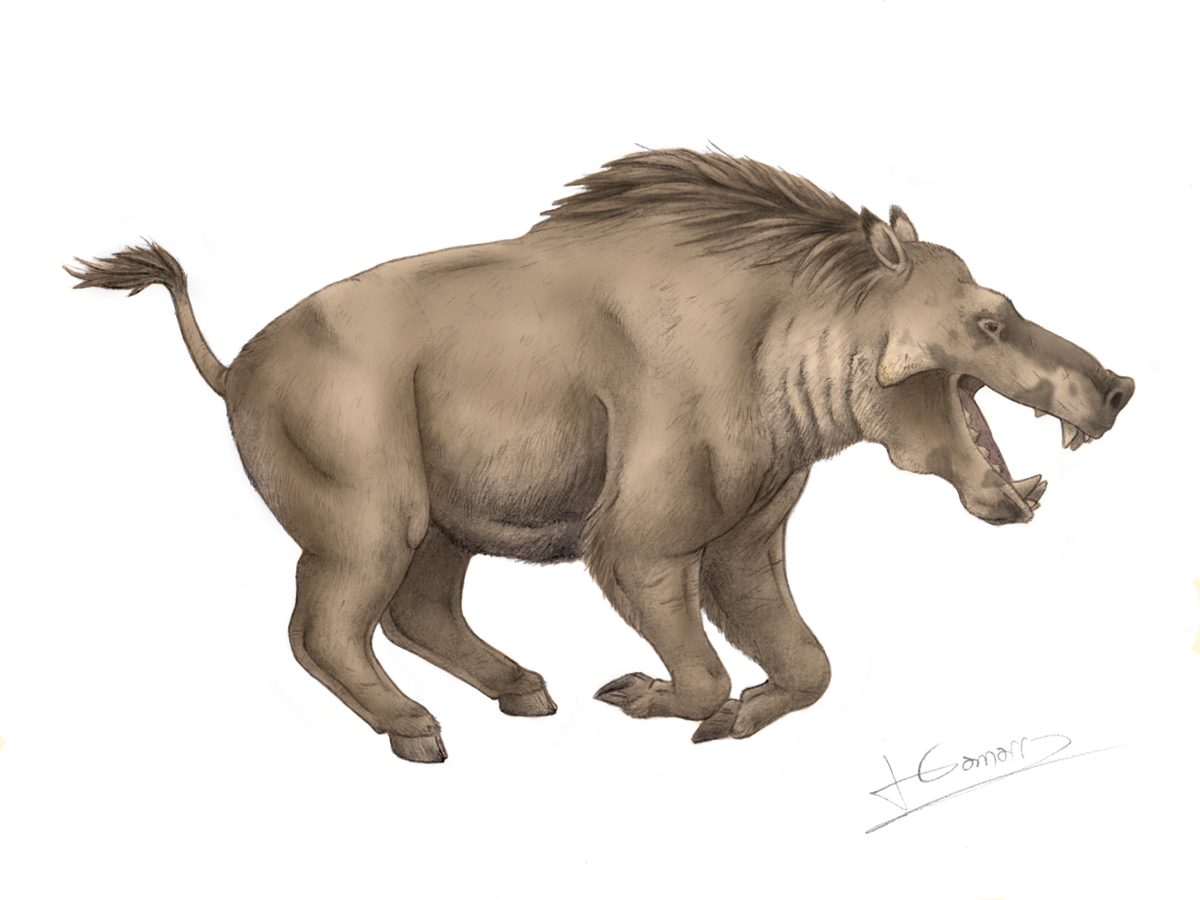
Entelodon magnus, реконструкция

## Индрикотериевая фауна в кинематографе
В 3-й серии научно-популярного сериала BBC «Прогулки с чудовищами» рассказывается о жизни индрикотериев и других представителей тургайской фауны Монголии.